# Raymond Robinson
Raymond Leonard "Ray" Robinson (Johannesburg, 3 de setembre de 1929 - Somerset West, 4 de gener de 2018) va ser un ciclista sud-africà que va córrer durant els anys 50 del segle xx.
Durant la seva carrera esportiva va prendre part en dos Jocs Olímpics.
El 1952 a Hèlsinki va guanyar una medalla de plata en la prova de tàndem, fent parella amb Thomas Shardelow; i una de bronze en el quilòmetre contrarellotge, per darrere Russell Mockridge i Marino Morettini. En aquests Jocs també disputà la prova de velocitat individual, quedant en cinquena posició final.
El 1956, a Melbourne, va disptuar la prova de tàndem, quedant eliminat en quarts de final.

## Palmarès
- 1952
  - Campió de Sud-àfrica del quilòmetre contrarellotge
  -  Medalla de plata als Jocs Olímpics de Hèlsinki en tàndem
  -  Medalla de bronze als Jocs Olímpics de Hèlsinki en quilòmetre contrarellotge